# Zwangssterilisation in Peru
Zwangssterilisationen in Peru (spanisch esterilizaciones forzosas en Perú) unter der Regierung von Alberto Fujimori waren systematisch und zielten darauf ab, die Bevölkerung von verarmten und indigenen Frauen, hauptsächlich in ländlichen Andengemeinden, zu kontrollieren. Diese Praxis war Teil des staatlich geleiteten Nationalen Bevölkerungsprogramms (spanisch Programa Nacional de Población), das aus dem militärischen Plan Verde hervorging, der ursprünglich auf wirtschaftliche Erholung und die Bekämpfung der Shining-Path-Insurgenz abzielte. Das Programm wurde weithin als eine Form der ethnischen Säuberung oder des Völkermords verurteilt, da es sich unverhältnismäßig stark auf die ländlichen und indigenen Bevölkerungsgruppen Perus auswirkte.
Die Wurzeln dieses Programms lassen sich auf Maßnahmen zur Bevölkerungskontrolle und Theorien der Eugenik zurückführen, die im frühen 20. Jahrhundert in Peru entstanden. Unter der Regierung Fujimoris entwickelten sich diese Maßnahmen erheblich weiter, wobei die Sterilisationen als Mittel zur Armutsbekämpfung und zur Verbesserung der Ressourcendistribution durch Senkung der Geburtenrate unter den „kulturell rückständigen“ und wirtschaftlich benachteiligten Gruppen gerechtfertigt wurden. Trotz Behauptungen über eine freiwillige Teilnahme wurden viele Frauen oft ohne informierte Zustimmung, unter Drohungen oder im Austausch für Nahrungsmittel und medizinische Versorgung sterilisiert.
Diese Kampagne der Zwangssterilisationen hatte langfristige sozioökonomische und gesundheitliche Folgen in den betroffenen Gemeinden. Das Programm dezimierte die ländlichen Volkswirtschaften, verschärfte die Armut und führte zu weitverbreiteten Menschenrechtsverletzungen. Bemühungen, den Opfern Gerechtigkeit widerfahren zu lassen, standen vor zahlreichen Hindernissen, einschließlich Widerstand seitens der Regierung und rechtlichen Herausforderungen. Obwohl internationale und nationale Gremien die Handlungen als Verbrechen gegen die Menschlichkeit verurteilt haben, bleiben die Rechenschaftspflicht und Entschädigungen für die Opfer begrenzt.

## Hintergrund
Maßnahmen zur Bevölkerungskontrolle, von denen viele ethnische Aspekte betrafen, begannen im 20. Jahrhundert in Peru aufzutreten. Die Eliten Perus übernahmen in den 1920er und 1930er Jahren die Theorie der Eugenik und führten vor der Ehe durchzuführende Untersuchungen ein, die Ehen untersagten, bei denen die beteiligten Personen als „ungeeignet“ eingestuft wurden. In den 1930er Jahren förderte die peruanische Regierung aktiv die Einwanderung weißer Europäer.
Moderne Bedenken hinsichtlich der Bevölkerungskontrolle in Peru nach den Eugenik-Bewegungen der 1930er und 1940er Jahre entstanden aufgrund rascher demografischer Veränderungen. Die Bevölkerung begann sich schnell zu urbanisieren; Verbesserungen im Gesundheitswesen führten zu einem Rückgang der Sterblichkeit, während die Geburtenrate 1972 stabil bei etwa sechs Kindern pro Frau blieb.
Mit dem Fortschreiten der sexuellen Revolution in den Vereinigten Staaten und im Ausland wurden Rufe nach einem besseren Zugang zu Verhütungsmethoden für Frauen in Peru laut. Während feministische Gruppen aktiv dafür eintraten, vertraten sie vor allem die Interessen der städtischen Mittelschichtsfrauen jener Zeit; Klasse und Ethnizität spielten dabei eine Rolle. Weibliche Aktivistinnen der Mittelschicht hatten viel besseren Zugang zu Verhütungsmitteln und reproduktiven Gesundheitsdiensten als arme, ländliche und größtenteils indigene Frauen.
Nach dem Zusammenbruch des Militärregimes in den 1980er Jahren wurden unter der Regierung von Fernando Belaúnde erste Versuche unternommen, den Zugang zu Verhütungsmitteln zu erweitern. Die Volkszählung von 1981 zeigte, dass die durchschnittliche Geburtenrate weiterhin knapp über fünf Kindern pro Frau lag und dass die in Gebieten mit den höchsten Geburtenraten lebenden Menschen keine weiteren Kinder haben wollten. Die Regierung richtete einen nationalen Bevölkerungsrat ein und führte Familienplanungsdienste in Krankenhäuser ein. Diese Bemühungen waren größtenteils auf städtische Zentren beschränkt und erreichten nicht die ländliche, überwiegend indigene Bevölkerung. Diese Maßnahmen wurden in den folgenden Jahren von Präsident Alan García fortgesetzt, zusammen mit der Kirche und den politisch linken Kräften.
Während die katholische Kirche die Bemühungen zur Kontrolle des Bevölkerungswachstums unterstützte, widersprach sie der Verwendung moderner Verhütungsmethoden. Stattdessen förderte sie „verantwortliche Elternschaft“ und traditionelle Methoden. Aus Angst vor einer Gegenreaktion der Kirche verzichtete das Gesetz von 1985 darauf, die freiwillige Sterilisation und Abtreibung zu legalisieren, was zur Enttäuschung der peruanischen Feministinnen führte.

### Plan Verde
In den 1980er Jahren war Peru ein Land, das lange Zeit von einer Oligarchie beherrscht wurde, und infolgedessen war die Klassenteilung in der Gesellschaft zwischen einer Handvoll „mächtiger Individuen“ und der übrigen „armen und ohnmächtigen Mehrheit“ erheblich. Die peruanischen Streitkräfte, frustriert über die Unfähigkeit der Regierung von Alan García, die Krisen des Landes, einschließlich des internen Konflikts in Peru, zu bewältigen, begannen, einen Plan zu entwerfen, um seine Regierung zu stürzen und eine neoliberale Regierung zu etablieren. Peruanische Wirtschaftseliten pflegten Beziehungen zu militärischen Planern; die Wirtschaft lieferte die ökonomischen Ideen, denen das Militär zustimmte und die eine neoliberale Wirtschaftsagenda befürworteten, gekoppelt mit der Errichtung eines autoritären Regimes, um Ordnung durchzusetzen.
In einem der Bände des Plans mit dem Titel „Peru ins XXI. Jahrhundert führen“ plante das Militär, verarmte Bürger zu sterilisieren; der peruanische Analyst Fernando Rospigliosi beschrieb diese Ideen als „offenbar ähnliche Ideen wie die der Nazis“. In diesem Band berichtete das Militär, dass „der allgemeine Einsatz von Sterilisationsprozessen für kulturell rückständige und wirtschaftlich verarmte Gruppen zweckmäßig ist“ und beschrieb diese Gruppen als „unnötige Lasten“ und dass „aufgrund ihres unverbesserlichen Charakters und Mangels an Ressourcen … nur ihre totale Auslöschung bleibt“.
Laut der peruanischen Zeitschrift Oiga finalisierten die Streitkräfte am 18. Juni 1990 Pläne mit mehreren Szenarien für einen Staatsstreich, der am 27. Juli 1990, dem Tag vor der Amtseinführung von Alberto Fujimori, ausgeführt werden sollte. Die Zeitschrift bemerkte, dass in einem der Szenarien mit dem Titel „Verhandlung und Einigung mit Fujimori. Verhandlungsgrundlagen: Konzept der gelenkten Demokratie und Marktwirtschaft“ Fujimori angewiesen werden sollte, den Plan des Militärs mindestens vierundzwanzig Stunden vor seiner Amtseinführung zu akzeptieren. Rospigliosi erklärt, dass „eine Übereinkunft zwischen Fujimori, [Vladimiro] Montesinos und einigen der am Plan Verde beteiligten Militärs“ vor der Amtseinführung Fujimoris getroffen wurde. In Ermangelung eines eigenen Regierungsplans übernahm Fujimori viele der Politiken des Plan Verde und machte das Militär zudem zu einem Partner in seinem Regime.

### Nationales Bevölkerungsprogramm
„Wir waren verpflichtet, eine bestimmte Anzahl von Sterilisationen pro Monat durchzuführen. Dies war obligatorisch, und wenn wir die Vorgaben nicht erfüllten, wurden wir entlassen. Viele Ärzte informierten die Frauen nicht darüber, dass sie sterilisiert würden – sie sagten ihnen, der Eingriff sei etwas anderes. Aber ich hielt das für falsch. Ich zog es vor, den Frauen einen Sack Reis anzubieten, um sie zu überzeugen, dem Eingriff zuzustimmen, und erklärte ihnen vorher, was passieren würde.“
— Arzt des Gesundheitsministeriums
Die Regierung Fujimori, insbesondere das Büro des Präsidenten und des Premierministers, entschied, dass Sterilisationen ein primäres Werkzeug für die wirtschaftliche Entwicklung seien, was ihre Absichten in Bezug auf Bevölkerungssteuerung offenlegte. 1991 entwickelte der Nationale Bevölkerungsrat Fujimoris ein neues Nationales Bevölkerungsprogramm. Mit der Zustimmung Fujimoris wurden über einen Zeitraum von zwei Jahren Pläne für einen Putsch, wie sie im Plan Verde vorgesehen waren, vorbereitet und schließlich während des peruanischen Staatsstreichs von 1992 ausgeführt, der letztlich ein zivil-militärisches Regime etablierte und die Umsetzung der im Plan Verde vorgestellten Ziele begann.
1993 argumentierte ein Nationaler Bericht über Bevölkerung und Entwicklung der Regierung Fujimori, dass das vorherige Programm unzureichend sei und befürwortete große Erweiterungen für das Programm. Im selben Jahr war der Bericht des Premierministers mit dem Titel „Grundlagen der Sozialpolitik“ stark einflussreich auf die Bevölkerungspolitik und argumentierte, dass Bevölkerungsprognosen Peru unfähig machen würden, grundlegende soziale Dienstleistungen bereitzustellen. Das Dokument „Sozialpolitik: Lage und Perspektiven“ präsentierte zudem, dass dauerhafte Geburtenkontrolle für die Armen eine der dreizehn Hauptstrategien für die wirtschaftliche Erholung der Regierung Fujimori sei. Der von Fujimori ernannte Programmdirektor Eduardo Yong Motta kontaktierte wöchentlich Kliniken und forderte gemäß dem Personal erhöhte Quoten, während Fujimoris bekannte Mikromanagement-Techniken dazu führten, dass der Präsident sogar direkt regionale Programmleiter besuchte, um eine Zunahme der Sterilisationen zu verlangen.
Vor dem Programm wurden weniger als 15.000 Sterilisationen pro Jahr durchgeführt, und Frauen konnten den Eingriff nur durchführen lassen, „wenn ein Gesundheitsrisiko bestand, sie vier oder mehr Kinder hatten oder über einem bestimmten Alter waren“. Nach 1995, als die Sterilisationen durchgeführt wurden, gab es jedoch keine vordefinierten Bedingungen mehr für die Sterilisationen, außer dass die Frauen als Teil der armen und benachteiligten Bevölkerung Perus gelten mussten. Darüber hinaus stieg die Anzahl der jährlichen Sterilisationsverfahren nach der Umsetzung des Programms von 15.000 auf 67.000 im Jahr 1996 und 115.000 im Jahr 1997. Die meisten der für die Sterilisationen eingestellten Mitarbeiter waren nicht ausreichend ausgebildet, viele der verwendeten Geräte waren veraltet oder von schlechter Qualität und die den Patienten bereitgestellten Beratungsdienste wurden ebenfalls von schlecht geschultem Personal unterstützt, wobei viele Frauen vor den Eingriffen nicht „angemessen informiert“ wurden.
Fujimori nutzte feministische Sprache, um den Diskurs über Familienplanung in Peru zu manipulieren und stellte die Bevölkerungssteuerung über die Menschenrechte. Insgesamt wurden in den 1990er Jahren mehr als 300.000 Peruaner Opfer von Zwangssterilisationen, wobei die Mehrheit vom Nationalen Bevölkerungsprogramm betroffen war.

## Analyse

### Ethnische Säuberung und Völkermord
Die im Rahmen des Programa Nacional de Población erzwungene Sterilisation von gefährdeten Gruppen wird verschiedentlich als ethnische Säuberung oder völkermörderische Operation beschrieben. Michele Back und Virginia Zavala berichten, dass der Plan ein Beispiel für ethnische Säuberung sei, da er sich gegen indigene und ländliche Frauen richtete. 
„Ende der 1980er Jahre entwickelte eine Gruppe von militärischen Eliten heimlich eine Analyse der peruanischen Gesellschaft, genannt El cuaderno verde. Diese Analyse legte die Politik fest, die die folgende Regierung umsetzen müsste, um den Leuchtenden Pfad zu besiegen und die peruanische Wirtschaft aus der tiefen Krise zu retten, in der sie sich befand. El cuaderno verde gelangte 1993 an die nationale Presse, nachdem einige dieser Politiken von Präsident Fujimori umgesetzt worden waren. … Es war ein Programm, das zur Zwangssterilisation von Quechua-sprechenden Frauen aus ländlichen Andengemeinden führte. Dies ist ein Beispiel für 'ethnische Säuberung', die vom Staat gerechtfertigt wurde, der behauptete, dass eine ordnungsgemäß kontrollierte Geburtenrate die Verteilung der nationalen Ressourcen verbessern und so die Armutsniveaus senken würde. … Der peruanische Staat entschied, die Körper von 'kulturell rückständigen' Frauen zu kontrollieren, da sie als Quelle der Armut und als Keimzellen subversiver Gruppen angesehen wurden.“
Jocelyn E. Getgen von der Cornell University schrieb, dass die systematische Natur der Sterilisationen und das mens rea der Beamten, die den Plan entworfen hatten, einen Akt des Völkermords beweise.
„Dieser Artikel argumentiert, dass diese systematischen reproduktiven Ungerechtigkeiten einen Akt des Völkermords darstellen … die Individuen, die für die Organisation der erzwungenen Sterilisationen gegen indigene Quechua-Frauen verantwortlich waren, handelten wahrscheinlich mit dem notwendigen mens rea, um Völkermord zu begehen, da sie wussten oder hätten wissen müssen, dass diese Zwangssterilisationen das quechua-sprechende Volk ganz oder teilweise zerstören würden. Hoch beweiskräftige Indizien, aus denen man völkermörderische Absicht schließen könnte, wären die spezifische Zielrichtung des Familienplanungsprogramms auf arme indigene Frauen und die systematische Natur seines Quotensystems, wie es im Plan für eine Regierung der nationalen Rekonstruktion von 1989, oder 'Plan Verde', formuliert wurde. … Der Plan argumentierte weiter, … die Zielgebiete besäßen 'unverbesserliche Charaktere' und fehlende Ressourcen, und es bliebe nur ihre 'vollständige Auslöschung.'
Die gemeinnützige Organisation Centro Amazónico de Antropología y Aplicación Práctica erklärte, der Akt sei 'der größte Völkermord seit der Kolonisation [Perus]' gewesen. Die Politik der Sterilisationen führte zu einem Generationenwechsel, der eine kleinere jüngere Generation einschloss, die die ländlichen Gebiete nicht wirtschaftlich beleben konnte, was solche Regionen noch ärmer machte.

### Offizielle Zahlen
Das öffentliche Ministerium ermittelte, dass zwischen 1996 und 2001 insgesamt 2.091 Frauen Zwangssterilisationen unterzogen wurden, eine Zahl, die weniger als 1 % der gesamten Sterilisationen ausmachen würde, die laut Daten des Büros des Ombudsmanns an 272.028 Personen durchgeführt wurden. Bei der Staatsanwaltschaft liegen 2.166 Beschwerden über Fälle von unfreiwilliger Sterilisation vor, während sich 3.761 Frauen im Register der Opfer von Zwangssterilisationen (Reviesfo) des peruanischen Justizministeriums eingetragen haben. Diese Behörde konnte 5.097 Frauen identifizieren, die gegen ihren Willen sterilisiert wurden.

### Ausländische Beteiligung
Der Verdacht, dass die United States Agency for International Development (USAID) eine Zwangssterilisationskampagne in Peru finanzierte, führte dazu, dass der US-Kongressabgeordnete Todd Tiahrt 1998 den „Tiahrt-Amendment“ einführte.
Nach den Untersuchungen des Unterausschusses des peruanischen Kongresses unterstützten die United States Agency for International Development (USAID), der Bevölkerungsfonds der Vereinten Nationen (UNFPA) und die Nippon Foundation die Sterilisationsbemühungen der Fujimori-Regierung. Eine Untersuchung des US-Kongresses, die von Mitgliedern der religiösen Rechten geleitet wurde, die Sterilisationen zutiefst ablehnten, ergab jedoch keine Beweise dafür, dass USAID Zwangssterilisationen finanzierte.

## Nachwehen
Systematische Zwangssterilisationen stellen Verbrechen gegen die Menschlichkeit nach dem Römischen Statut dar. Menschenrechtsgruppen reichten 1999 im Namen von Mamerita Mestanza Chavez eine Beschwerde bei der Interamerikanischen Kommission für Menschenrechte ein. Mestanza Chavez wurde zur Sterilisation genötigt, erhielt keine medizinische Betreuung vor oder nach dem Eingriff und verstarb später an den Folgen.
Die peruanische Regierung zeigte jedoch nur wenig Engagement bei der Aufarbeitung der Hunderttausenden von Zwangssterilisationen, die an Peruanern vorgenommen wurden, und blockierte aktiv Untersuchungen, insbesondere während der Amtszeit der Fujimoristen, die das peruanische Parlament in den 2010er Jahren führten. Im Juli 2016 argumentierte ein Staatsanwalt, dass Fujimori und seine Regierungsmitglieder wegen der Sterilisationen nicht vor Gericht gestellt werden könnten, da jegliche Zwangssterilisationen in „isolierten“ Vorfällen durch einzelne medizinische Mitarbeiter erfolgten. Ein Verfahren gegen den ehemaligen Präsidenten Alberto Fujimori, in dem Tausende von Frauen Klägerinnen sind, ist seit 2002 ausgesetzt. Fujimori, der bereits wegen anderer Verbrechen gegen die Menschlichkeit verurteilt und inhaftiert wurde, sollte wegen des Sterilisationsprogramms seiner Regierung vor Gericht gestellt werden. Doch Richter Rafael Martinez blockierte den Prozess mit der Begründung, dass bei Fujimoris Auslieferung aus Chile die Anklage wegen Zwangssterilisationen nicht in dem Auslieferungsantrag enthalten war. Um Fujimori vor Gericht stellen zu können, müsste das Oberste Gericht Chiles die Anklage wegen Zwangssterilisationen genehmigen. Im Jahr 2024 genehmigte das chilenische Oberste Gericht die Erweiterung der Anklagepunkte im Auslieferungsantrag gegen Fujimori, um die Zwangssterilisationen einzuschließen.
Sowohl von Bürgern als auch von der Regierung wurden Bemühungen unternommen, um Gerechtigkeit zu erlangen und die Auswirkungen der Zwangssterilisationen besser zu verstehen. Die Kommission für Wahrheit und Versöhnung (CVR) wurde 2001 mit dem allgemeinen Ziel gegründet, die zwanzig Jahre des internen Konflikts zwischen dem Leuchtenden Pfad/Rondas Campesinas und den peruanischen Streitkräften zu untersuchen. Ein besonderer Kampf bestand darin, die Zwangssterilisationen als eine Form der sexuellen Gewalt zu definieren. Feministische und Menschenrechtsorganisationen brachten das Dekret 2906 ein, das die Definition sexueller Gewalt während bewaffneter Konflikte erweitern sollte, um Zwangssterilisationen, erzwungene Schwangerschaften, Abtreibungen, Prostitution und Sexsklaverei einzuschließen. Das Justizministerium lehnte das Dekret jedoch entschieden ab. Eine Erweiterung der Definition würde „bedeuten, dass der peruanische Staat der Hauptverantwortliche für sexuelle Gewalt während des zwanzigjährigen Untersuchungszeitraums der CVR war – nicht durch die Streitkräfte, sondern durch das Gesundheitsministerium.“ Das Dekret 2906 wurde 2012 verabschiedet und erweiterte die entschädigungsfähigen Kategorien sexueller Gewalt, schloss jedoch die Sterilisationskampagne weiterhin aus.
Fälle von Zwangssterilisation wurden vor dem Ausschuss für die Beseitigung der Diskriminierung der Frau und dem UN-Ausschuss für Nichtdiskriminierung angezeigt. Im Jahr 2023 erhielt die Interamerikanische Kommission für Menschenrechte den Fall von Edith Ramos, einem der tödlichen Opfer von Zwangssterilisationen während der Regierung von Alberto Fujimori, für ein neues Verfahren vor dem Interamerikanischen Gerichtshof für Menschenrechte (IAGMR) gegen den peruanischen Staat.